# Erzbistum Parakou
Das Erzbistum Parakou (lateinisch Archidioecesis Parakuensis, französisch Archidiocèse de Parakou) ist eine Erzdiözese der römisch-katholischen Kirche in Benin mit Sitz in Parakou.
Vorläufer des heutigen Erzbistums Parakou ist die 1948 durch Papst Pius XII. eingerichtete Apostolische Präfektur Parakou, die aus der Präfektur Niamey im Niger heraus gegründet wurde. 1964 erfolgte durch Paul VI. die Erhebung zum Bistum und 1997 durch Johannes Paul II. die Erhebung zum Erzbistum.
Aus Gebietsabtretungen wurden die Bistümer Djougou, Kandi, Natitingou und N’Dali gegründet.

## Ordinarien

### Präfekt von Parakou
- François Faroud SMA (1948–1956)
- Robert Chopard-Lallier SMA (1957–1962)
- André van den Bronk SMA (1962–1975)

### Bischof von Parakou
- André van den Bronk SMA (1962–1975)
- Nestor Assogba (1976–1999), dann Erzbischof von Cotonou

### Erzbischof von Parakou
- Nestor Assogba (1976–1999), dann Erzbischof von Cotonou
- Fidèle Agbatchi, 2000–2010
- Pascal N’Koué, seit 2011